# Star Trek: Chìm trong bóng tối
Star Trek: Chìm trong bóng tối (tựa gốc tiếng Anh: Star Trek Into Darkness) là một bộ phim hành động thuộc thể loại khoa học viễn tưởng của điện ảnh Hoa Kỳ sản xuất năm 2013. Đây là bộ phim thứ 12 trong chuỗi phim Star Trek, và là phần tiếp nối của bộ phim Star Trek sản xuất năm 2009. Bộ phim được đạo diễn bởi J. J. Abrams dựa trên câu chuyện cùng tên sáng tạo bởi Gene Roddenberry. Chris Pine vẫn vào vai Thuyền trưởng James T. Kirk, với Zachary Quinto, Karl Urban, Zoe Saldana, Anton Yelchin, Simon Pegg, Leonard Nimoy, John Cho, và Bruce Greenwood tiếp tục vai trò của mình như trong phần phim trước. Benedict Cumberbatch, Peter Weller và Alice Eve thủ diễn các nhân vật mới trong phần này. Đây là bộ phim cuối cùng Nimoy thể hiện nhân vật Spock già khi ông mất vào năm 2015.
Đặt thời điểm vào thế kỷ 23, Kirk và phi hành đoàn tàu USS đi tìm Harrison, người đã từng là thành viên của Starfleet nhưng trở thành khủng bố.
Bộ phim có thành công lớn khi thu về $467 triệu toàn thế giới làm cho nó trở thành bộ phim Star Trek có doanh thu cao nhất. Nó có một phần sau là Star Trek: Không giới hạn phát hành vào năm 2016.

## Nội dung
Vào năm 2259, Tàu trưởng James T. Kirk bị đình chỉ chỉ huy con tàu USS Enterprise vì vi phạm Chỉ thị Prime. Đô đốc Christopher Pike được phục chức thành chỉ huy còn Kirk bị giáng cấp. Chỉ huy Spock bị chuyển sang con tàu khác. Một thời gian sau, Khu vực 31 của London bị đánh bom, gây ra bởi người phản bội Starfleet John Harrison (Cumberbatch). Harrison tấn công Trụ sở Starfleet, giết Pike và một số sĩ quan khác. Kirk vô hiệu hóa con tàu của hắn nhưng hắn đã kịp dịch chuyển đến hành tinh Kronos.
Đô đốc Alexander Marcus (Peter Weller), phục chức Kirk và Spock trên con tàu USS và lệnh truy bắt và giết Harrison. Kỹ sư Montgomery Scott phản đối kịch liệt về việc cho những quả bom chưa được thử nghiệm lên tàu nhưng bị từ chức. Kirk thay thế Scott bằng Pavel Chekov. Trên đường tới Kronos, động cơ bẻ cong bị vô hiệu một cách bí ẩn. Kirk dẫn một nhóm gồm Uhura và Spock lên hành tinh và bị bao vây bởi nhóm lính tuần tra của người Klingon. Đúng lúc này, Harrison bất ngờ xuất hiện, giết chết bọn Klingon và đầu hàng trước số bom có trên tàu USS Enterprise.
Tiến sĩ Carol Marcus (Alice Eve) bàn với Kirk về số bom, và lên tàu con thoi cùng bác sĩ Mc.Coy thử nghiệm số bom trên một hành tình nhỏ và phát hiện ra trong những quả bom có chứa người đóng băng. Harrison tiết lộ thân thế thực của mình là Khan, một siêu nhân bị đánh thưc bởi Đô đốc Marcus trong khi hắn và gia đình đang bị đóng băng với mục đích tạo ra vũ khí để chống lại Đế chế Klingon. Khan hé lộ rằng chính Đô đốc Marcus đã vô hiệu hóa động cơ bẻ cong, với ý đồ phá hủy tàu Enterprise để người Klingon sau khi tìm thấy xác của nhóm lính tuần tra và các mảnh vỡ của tàu Enterprise sẽ tuyên chiến với Liên bang. Khan tiết lộ với Kirk tọa độ của khu vực chế tạo tàu chiến ở gần sao Mộc, nơi Đô đốc Marcus đang cho chế tạo vũ khí để chuẩn bị chiến tranh với Đế chế Klingon. Đô đốc Marcus muốn quân phiệt hóa Liên bang để có thể tiến hành chiến tranh với Đế chế Klingon và bất kì hành tinh nào muốn chống lại Liên bang. Kirk liên hệ với Scott và nhờ anh ta đột nhập và căn cứ bí mật.
Chekov thành công trong việc sửa chữa động cơ bẻ cong của tàu Enterprise. Đúng lúc đó, Đô đốc Marcus xuất hiện với chiếc tàu chiến của Liên bang, lớn gấp đôi và nhanh gấp ba tàu Enterprise và yêu cầu Kirk giao Khan cho ông ta. Kirk từ chối và cho tàu chạy về phía Trái Đất, nhưng bị đuổi kịp ở gần Mặt Trăng. Không thể thuyết phục Kirk giao người, Đô đốc Marcus liền tấn công tàu Enterprise khiến con tàu bị hư hỏng nặng. Đúng lúc khẩu đại pháo chuẩn bị khai hỏa thì Scott vô hiệu hóa được hệ thống vũ khí, nhưng chỉ trong vài phút. Kirk đi cùng với Khan đột nhập vào tàu chiến để vô hiệu hóa nó từ bên trong. Khan đạp gãy chân Carol, giết Đô đốc Marcus, hạ gục Kirk và Scott, và yêu cầu Spock trao đổi: hắn sẽ nhận 72 người trong phi hành đoàn của mình và thả Kirk, Scott, Carol. Tuy nhiên, sau khi trao đổi Khan liền khai hỏa tiêu diệt tàu Enterprise. Nhưng trước đó Spock và Bones đã kịp thời đưa 72 người của Khan ra khỏi tên lửa và kích nổ tên lửa khi chúng đang ở trên con tàu chiến. Cả hai con tàu cùng bị rơi về phía Trái Đất, nhưng tàu Enterprise lấy lại được ổn định nhờ các nỗ lực sửa lõi đẩy của Kirk, còn Khan vì uất hận nên đã lái con tàu lao vào Trung Tâm chỉ huy của Starfleet. Spock và sau đó là Urahu được cử xuống mặt đất để truy bắt Khan. Cuối cùng, Khan và toàn bộ phi hành đoàn của mình tiếp tục bị đóng băng, còn Kirk được cứu sống

## Diễn viên
- Chris Pine vai Thuyền trưởng James T. Kirk.
- Zachary Quinto vai Đội trưởng Spock.
- Benedict Cumberbatch vai John Harrison / Khan, một siêu nhân và tàn dư của chiến tranh.
- Simon Pegg vai Trung úy chỉ huy Montgomery "Scotty" Scott, sĩ quan đứng thứ hai và là kỹ sư đứng đầu.
- Karl Urban vai Trung úy chỉ huy Dr. Leonard "Bones" McCoy, sĩ quan y tế.
- Zoe Saldana vai Trung úy Nyota Uhura, sĩ quan liên lạc.
- Alice Eve vai Trung úy Dr. Carol Marcus, sĩ quan khoa học.
- John Cho vai Trung úy Hikaru Sulu, sĩ quan thứ 3 và người điều khiển tàu.
- Peter Weller vai Đô đốc hạm đội Alexander Marcus, cha của Carol, Thiếu tướng và là người khơi mào chiến tranh.
- Anton Yelchin vai Ensign Pavel Chekov, hoa tiêu và người thay thế Scott.
- Bruce Greenwood vai Admiral Christopher Pike, thầy của Kirk và là người tiền nhiệm lái con tàu Enterprise.

## Đón nhận

### Giới phê bình
Trên trang Rotten Tomatoes bộ phim đạt 7.5/10 qua 265 bình luận. Trên Metacritics, bộ phim đạt 72 trên 100 thông qua 43 lời phê. It received an average grade of "A" from market-research firm CinemaScore.
Giới phê bình gọi nó là "cuộc phiêu lưu hùng tráng", và "tán đinh hành động phiêu lưu trong không gian".

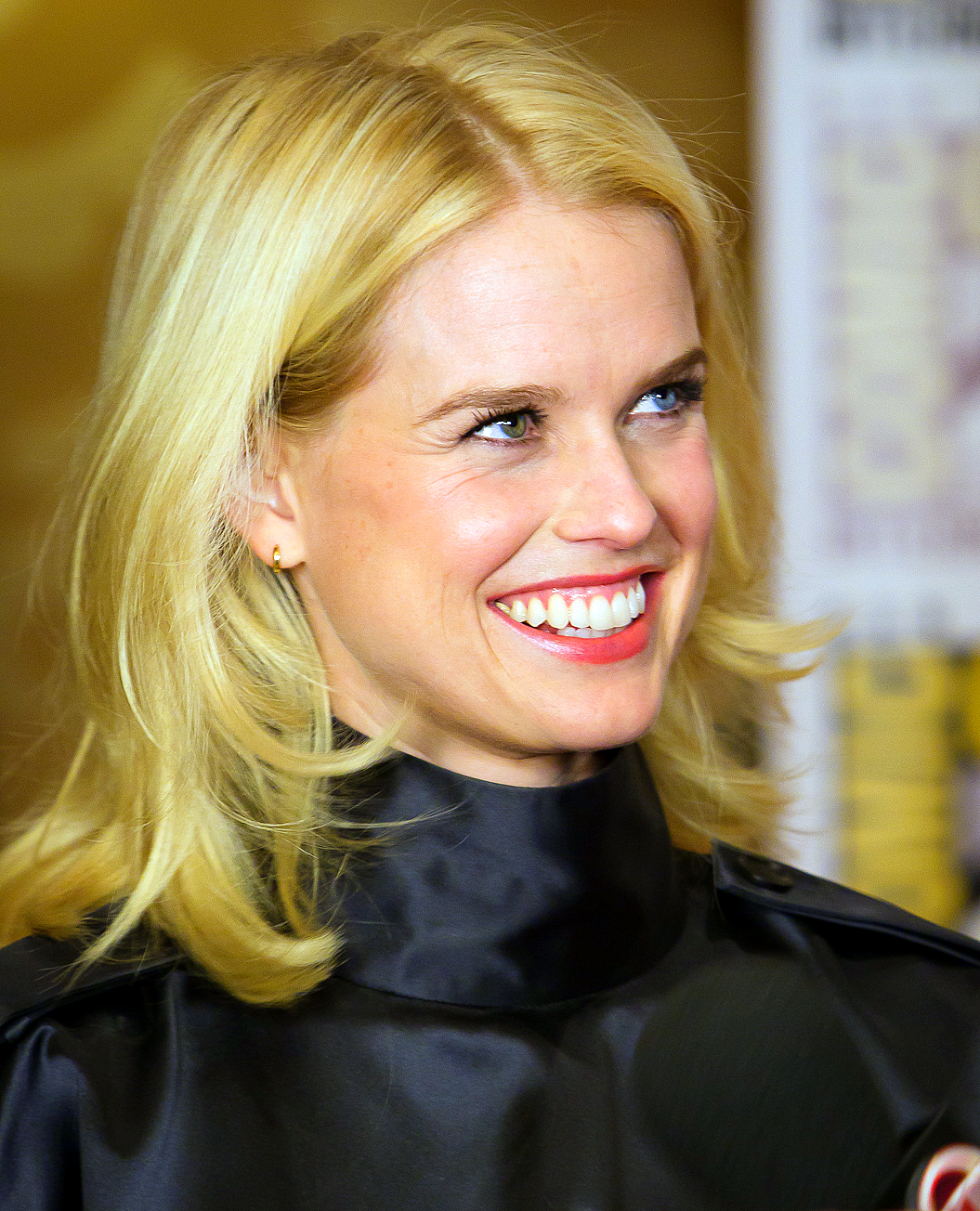
Alice Eve

Bộ phim bị chỉ trích vì một đoạn của diễn viên Alice Eve cởi quần áo và chỉ mặc bộ đồ lót, bị gọi là "không cần thiết" và "cho không". Eve cho biết cảm nghĩ của mình trước tranh cãi về đồ lót tại Hội nghị Star Trek tại Las Vegas 2013: "Tôi không biết nó sẽ gây ồn ào như vậy. Tôi hoàn toàn không cảm thấy bị bóc lột." Damon Lindelof đã xin lỗi về việc lột trần chuồng Eve mà không có lý do gì này trên Twitter.